# Tamedjout
Tamedjout (ou Tamejjuṭ en kabyle) est un village de Grande Kabylie située dans la commune d'Ain El Hammam (anciennement Michelet) dans la wilaya de Tizi Ouzou en Algérie.

## Localisation
Tamedjout est situé à environ 5 km à l'ouest du chef-lieu de la commune d'Ain El Hammam, sur la route qui relie cette dernière à Akbil.